# ヒトコロナウイルス
ヒトコロナウイルス（Human coronavirus）は、ヒトに感染するコロナウイルスの総称。当初は、ヒト呼吸器ウイルス（Human respiratory virus）と呼ばれていた。かつては、ウイルスの種名としても有効であったが、1995年にヒトコロナウイルス229EとヒトコロナウイルスOC43に分割され消滅した。現在では、種名ではなく、ヒトに感染するコロナウイルスの総称として慣用的に使用されている。

## 分類
ヒトに感染するコロナウイルスは、風邪症候群の4種類と動物から感染する重症肺炎ウイルス2種類 (SARS-CoV, MERS-CoV) が知られていて、更にSARS-CoV-2を加えた計7種類（2020年3月時点）である。アルファコロナウイルス属、ベータコロナウイルス属の下記のものが知られている。広義では7系統全てをヒトコロナウイルスとするが、狭義では、このうち229E、NL63、OC43、HKU1の4つのみをヒトコロナウイルスとする。この他1960年に最初に発見されたヒトコロナウイルスB814が存在したが、サンプルが失われており、分類学的地位は不明となっている。
オルトコロナウイルス亜科の中で、各ウイルスの分類は以下のようになっている。
- アルファコロナウイルス属（英語版）
  - ヒトコロナウイルス229E：風邪の病原体
  - ヒトコロナウイルスNL63：風邪の病原体
- ベータコロナウイルス属（英語版）
  - ヒトコロナウイルスHKU1：風邪の病原体
  - ヒトコロナウイルスOC43 ：風邪の病原体
  - SARSコロナウイルス (SARS-CoV)：重症急性呼吸器症候群 (SARS) の病原体
  - MERSコロナウイルス (MERS-CoV)：中東呼吸器症候群 (MERS) の病原体
  - SARSコロナウイルス2 (SARS-CoV-2) ：新型コロナウイルス感染症 (COVID-19) の病原体

## ヒトコロナウイルス感染症
文脈によっては単に「コロナウイルス感染症」と言う場合もある。

### 風邪症候群
初期症状は微熱、耳の痛み、頭痛のいずれか。感染中期になると高熱となる。風邪（普通感冒）を引き起こすコロナウイルス（Human Coronavirus：HCoV ヒューマンコロナウイルス、ヒトコロナウイルス）が4種類（229E、OC43、NL63、HKU1）あり、風邪の10〜15%（流行期35%）の原因を占める。HCoV-229E、HCoV-OC43は1960年代に発見され、HCoV-NL63、HCoV-HKU1は2000年代に入って発見された。
発生年は毎年で、世界中で人類全体に蔓延しており、これまでの死者数は不明、感染者数は70億人と計算されている。
- 潜伏期間：10-14日 (HCoV-229E)[3]、3日[5]
- BSL2施設で扱い、感染症法での指定なし[3]。

|                        | 属                       | 発見     | ヒト受容体                 | ヘマグルチニンエステラーゼ（HE） | 備考                                      |
| ---------------------- | ------------------------ | -------- | -------------------------- | -------------------------------- | ----------------------------------------- |
| ヒトコロナウイルス229E | アルファコロナウイルス属 | 1960年代 | アミノペプチダーゼN（APN） | なし                             |                                           |
| ヒトコロナウイルスNL63 | アルファコロナウイルス属 | 2000年代 | ACE2受容体                 |                                  | SARS関連コロナウイルスと同じヒト受容体    |
| ヒトコロナウイルスOC43 | ベータコロナウイルス属   | 1960年代 | Neu5Ac                     | あり                             | インフルエンザA型ウイルスと同じヒト受容体 |
| ヒトコロナウイルスHKU1 | ベータコロナウイルス属   | 2000年代 | Neu5Ac                     | あり                             | インフルエンザA型ウイルスと同じヒト受容体 |

### SARSコロナウイルスによる重症急性呼吸器症候群（2002年-2004年）
2002年に発見されたSARSコロナウイルス (SARS-CoV) による。キクガシラコウモリが自然宿主であると考えられている。2002年11月、中華人民共和国広東省を起源とし、中国大陸を中心として、世界で感染が拡大したが、2003年7月5日に世界保健機関は「SARS封じ込め成功」を発表した。ただし、その後も2004年に14人の感染例がある。最終的な罹患数は世界30ヶ国の8,422人が感染、916人が死亡した（致命率11%）。
- 潜伏期間：2-10日[3]。
- BSL3施設で扱う、感染症法で二類感染症、二種病原体[3]。

### MERSコロナウイルスによる中東呼吸器症候群（2012年-）
2012年に発見されたMERSコロナウイルス (MERS-CoV) はヒトコブラクダを感染源として、ヒトに感染すると重症肺炎を引き起こす。2012年9月 - 2020年1月現在流行中。
2013年5月15日、世界保健機関 (WHO) は患者が入院したサウジアラビアの病院の2人（看護婦と医療関係者）への「ヒト-ヒト感染」が初めて確認されたと発表した。2015年韓国でのアウトブレイクでは186人が感染し、36人が死亡した。2019年にもサウジアラビアで14人が感染し、5人が死亡した。
WHOによれば2019年11月までに診断確定患者は2494人、死者858人、約27ヶ国に感染例が波及している。特別な治療法やワクチンはない。
- 潜伏期間：2-14日[3]。
- BSL3施設で扱い、感染症法で二類感染症、三種病原体[3]。

### 新型コロナウイルスによる呼吸器症候群（2019年-）
2019年12月31日、最初にWHOに報告された新型コロナウイルス (SARS-CoV-2) による急性呼吸器疾患 (COVID-19) およびその流行である。初発流行地は、中華人民共和国湖北省武漢市とされている。2020年2月には、中国国内と国外では規模に大きな差があるものの、東アジアを中心に東南アジア、中東、ヨーロッパで感染拡大が続いた。同年2月26日にブラジルで感染者が出たことで、南極大陸を除く（2021年1月に南極大陸において感染確認済み）5大陸全てに感染が拡大した。2021年2月11日時点で全世界の累計感染者数は1億人を超え、死者数も230万人以上となっており、さらに流行地域の状況も数か月前と大きく変わりアメリカ合衆国とヨーロッパだけで感染者の半数を占め、南北アメリカで感染が急拡大している。
構造生化学者Jason McLellanのテキサス大学オースティン校チームは、2020年2月19日『サイエンス』に発表した論文「Cryo-EM structure of the 2019-nCoV spike in the prefusion conformation」で、SARSコロナウイルス（SARS-CoV, 2002-2003年流行）とSARS-CoV-2のスパイクタンパク質には類似性があるが、SARS-CoV-2の方が、はるかに人の細胞に取り付きやすいと報告した。
- BSL3/ABSL3 (Animal Biological Safety Level 3) 施設で扱い、感染疑い患者由来の臨床検体はBSL2施設で扱い[20]、指定感染症で、感染症法で二類感染症以上相当[21]。

### コロナウイルス感染症の比較表
| 感染症の種類と比較    | 風邪                                                                     | SARS (重症急性呼吸器症候群)      | MERS (中東呼吸器症候群)        | COVID-19 (呼吸器症候群)                      |
| --------------------- | ------------------------------------------------------------------------ | -------------------------------- | ------------------------------ | -------------------------------------------- |
| 原因ウイルス          | コロナウイルスによるものとしてはヒトコロナウイルス229E、NL63、OC43、HKU1 | SARSコロナウイルス               | MERSコロナウイルス             | SARSコロナウイルス2 (2019新型コロナウイルス) |
| 発生年                | 有史以前からと推定                                                       | 2002年 - 2003年                  | 2012年 -                       | 2019年 -                                     |
| 流行地域              | 世界中                                                                   | 中国広東省                       | サウジアラビアなどアラビア半島 | 中国湖北省武漢市から世界に拡大中             |
| 宿主動物              | ヒト                                                                     | キクガシラコウモリ               | ヒトコブラクダ                 | 不明                                         |
| 感染者数              | 無数                                                                     | 8,098人 （終息）                 | 2,521人 (2020年3月5日現在)     | 106,797,721人 (2021年2月11日現在)            |
| 死者数                | 不明                                                                     | 774人                            | 866人 (2020年3月5日現在)       | 2,341,145人 (2021年2月11日現在)              |
| 致命率                | まれ                                                                     | 9.4%                             | 34.4%                          | 2.2% ※上記死者数/感染者数の単純計算)         |
| 感染経路              | 飛沫感染、接触感染                                                       | 飛沫感染、接触感染、経口糞口感染 | 飛沫感染、接触感染             | 飛沫感染、接触感染                           |
| 感染力 (基本再生産数) | 1 -                                                                      | 2 - 5                            |                                | 多数論では 1.4 - 3.9                         |
| 潜伏期間              | 2 - 4日                                                                  | 2 - 10日                         | 2 - 14日                       | 1 - 14日                                     |
| 感染症法              | 非指定                                                                   | 2類感染症                        | 2類感染症                      | 指定感染症                                   |